# Lodger (альбом)
Lodger (с англ. — «Постоялец») — тринадцатый студийный альбом британского музыканта Дэвида Боуи, изданный 18 мая 1979 года на лейбле RCA Records. Последний из серии альбомов, озаглавленных — «Берлинская Трилогия» (хотя альбом был записан в Швейцарии и Нью-Йорке), был записан в сотрудничестве с Брайаном Ино. Lodger был более доступным, чем его предшественники — Low и Heroes, не имел инструментальных композиций и был немного более лёгким и поп-ориентированным. Однако это все ещё была во многом экспериментальная запись, хотя не в такой степени как два предыдущих альбома. По стандартам Боуи, альбом был коммерчески успешным. На момент выхода альбом был равнодушно принят критиками. В настоящее время Lodger считается одной из наиболее недооценённых работ Боуи.

## Производство
Первоначально альбом планировалось назвать «Запланированная Авария» (англ. Planned Accidents) или «Несмотря на Прямые Линии» (англ. Despite Straight Lines), Lodger был в значительной степени записан в перерывах между частями мирового турне Боуи 1978 года. В записи участвовали большинство музыкантов из предыдущего альбома; тем не менее, соло-гитаристом был не Роберт Фрипп, как в альбоме Heroes, а будущий напарник Фриппа в реинкарнации группы King Crimson, Эдриан Белью, которого давно заметил Боуи, в то время гитарист находился в турне с Фрэнком Заппой. Большая часть работы Белью над альбомом заключалась в сочинении материала после многократного прослушивания треков, прокручиваемых в обратном направлении. Под них он создавал свои гитарные пассажи, до этого у него не было ни малейшего представления об этом материале. Другие эксперименты в альбоме включали: использование старых мелодий проигрываемых задом-наперёд, использование одинаковых последовательностей аккордов для различных песен, музыканты играли на незнакомых им инструментах.
Ино считает, что трилогия «выдохлась» на Lodger, Эдриан Белью также наблюдал прекращение сотрудничества между Ино и Боуи: "Они не ссорились или нечто нецивилизованное в этом роде; у них только, казалось, уже не было той искры, которую, я предполагаю, они имели во время работы над альбомом Heroes. Ранее планировалось продолжить базовую модель предыдущей записи: на первой стороне — песни, на второй стороне — инструментальные композиции, но от этого отказались. Вместо этого Боуи сочинил лирику, которая предвещала более мирские проблемы его следующего альбома Scary Monsters (and Super Creeps).

## Стиль и темы
Хотя в альбоме отказались от схемы «песня - инструментальная композиция», которая была характерена для альбомов Low и Heroes, Lodger интерпретировался как делящийся примерно на две главные темы: тема путешествий (в первую очередь первая сторона), и критика западной цивилизации (в первую очередь вторая сторона альбома). Финальная композиция альбома Heroes «The Secret Life of Arabia», предвосхитила макет экзотических песен про путешествия, альбома Lodger. «African Night Flight» была данью уважения музыке и культуре вельда, вдохновленного поездкой в Кению; её музыкальные текстуры рассматривались как предвестие популяризации этнической музыки, Боуи считает её предшественником звуков, развитых Брайаном Ино и Дэвидом Бирном в альбоме My Life in the Bush of Ghosts (1981). «Move On» стала одой Боуи его страсти к путешествиям, в музыкальном плане это была его ранняя песня «All The Young Dudes», сыгранная в обратном направлении. «Yassassin» была песней в стиле регги, с турецким оттенком. Композиция «Red Sails» частично была вдохновлена эмбиентом немецкой группы Neu!; для Боуи, это объединило «немецкое новое чувство музыки» с «современным английским языком удалого наемника Эррола Флинна», чтобы произвести «прекрасную перекрестную ссылку культур».
Первый сингл «Boys Keep Swinging» отчасти рассматривался как остроумный ответ группе Village People, но также, объединённый с клипом о переодевании в одежду другого пола, комментируя идеи о мужественности; в музыкальном плане это стало экспериментом для гитариста Карлоса Аломара и барабанщика Денниса Дэвиса — они испробовали себя в незнакомых ролях барабанщика и басиста соответственно. По словам Тони Висконти, песня имела «точно такую же последовательность аккордов и структуру, даже тот же самый ключ» как «Fantastic Voyage», в которой Боуи размышлял о возможности ядерной войны. Второй сингл, «DJ», был злорадным взглядом на мир диск-жокеев. «Repetition», исследование Боуи менталитета жены-убийцы, был намеренно спет бесстрастным тоном, который подчёркивал лирику и неестественно «смазанный» звук бас-гитары. Композиция «Red Money» содержала текст, написанный Боуи/Аломаром (первоначально эта песня, с текстом Игги Попа, появилась под названием «Sister Midnight» в альбоме последнего — The Idiot).

## Обложка
Дэвид сотрудничал с британским поп-художником Дереком Боширом над дизайном обложки. Оригинальные альбомная обложка включает полноформатный снимок Боуи, изображающего жертву несчастного случая, по всей видимости, со сломанным носом. По сути, изображение было сознательно сделано с низким разрешением, снятое с помощью камеры Polaroid SX-70. На внутреннем развороте раскладного буклета находились фотографии, среди которых: труп Че Гевары, картина Андреа Мантеньи «Мёртвый Христос» и подготовка Боуи, для съёмки, на обложке. Эти изображения не были воспроизведены в переиздание лейбла Rykodisc на компакт-диске, в 1991 году.
Также существует мнение, что такое изображение на обложке альбомом, было тонким обыгрыванием «несчастливой» цифры 13 (несчастливая цифра-несчастный случай), так как альбом был тринадцатым в студийной хронологии Боуи.

## Реакция критики
| Оценки критиков               | Оценки критиков |
| Источник                      | Оценка          |
| ----------------------------- | --------------- |
| AllMusic                      | [ 3 ]           |
| Billboard                     | без оценки      |
| Blender                       | [ 14 ]          |
| Cashbox                       | без оценки      |
| Chicago Tribune               | [ 16 ]          |
| Encyclopedia of Popular Music | [ 17 ]          |
| Entertainment Weekly          | B+              |
| The Great Rock Discography    | [ 19 ]          |
| High Fidelity                 | без оценки      |
| Hi-Fi News & Record Review    | A/B:1/2         |
| Melody Maker                  | без оценки      |
| MusicHound                    | [ 25 ]          |
| New Musical Express           | без оценки      |
| New Musical Express           | 7/10            |
| Pitchfork                     | 8.5/10          |
| Q                             | [ 29 ]          |
| Rip It Up                     | без оценки      |
| Record World                  | без оценки      |
| Rolling Stone                 | без оценки      |
| The Rolling Stone Album Guide | [ 33 ]          |
| Smash Hits                    | [ 34 ]          |
| Spin                          | [ 35 ]          |
| Spin Alternative Record Guide | 8/10            |
| Stereo Review                 | без оценки      |
| The Village Voice             | (A−)            |

После своего выхода Lodger получил относительно плохие обзоры; журнал Rolling Stone назвал его «один из его самых слабых… рассеянных, подражаний Heroes; альбом, топтавшийся на месте», а Melody Maker, нашёл его «немного безликим». Альбом был также раскритикован за то, что он имел более тонкое, более грязное микширование, чем предыдущие альбомы Боуи. Lodger достиг №4 в британских хит-парадах и №20 в американских на тот момент. После своего выхода альбом породил последователей Боуи, коммерческих артистов новой волны, таких как Гэри Ньюман.
Вскоре после издания альбома редакторы New Musical Express Рой Карр и Чарльз Шаар Мюррей предсказали, что Lodger должен будет «'потенциально вырасти' за несколько лет и в конечном счёте будет принят как один из самых сложных и почитаемых проектов Боуи». Хотя биограф Кристофер Сэндфорд называл его «хитрой, расчётливой одноразовой записью», биограф Дэвид Бакли утверждает, что «его роль возрастает с каждым годом»; Николас Пегг подводит итог: «Lodger был недооценённый и непонятый фактически с момента его выпуска, но его критическая переоценка уже давно назрела».

## Список композиций
Все тексты написаны Дэвидом Боуи; вся музыка написана Дэвидом Боуи и Брайаном Ино, за исключением отмеченных композиций.
| №   | Название               | Композиторы                           | Длительность |
| --- | ---------------------- | ------------------------------------- | ------------ |
| 1.  | «Fantastic Voyage»     |                                       | 2:55         |
| 2.  | «African Night Flight» |                                       | 2:54         |
| 3.  | «Move On»              | Дэвид Боуи                            | 3:16         |
| 4.  | «Yassassin»            | Дэвид Боуи                            | 4:10         |
| 5.  | «Red Sails»            |                                       | 3:43         |
| 6.  | «DJ»                   | Дэвид Боуи, Брайан Ино, Карлос Аломар | 3:59         |
| 7.  | «Look Back in Anger»   |                                       | 3:08         |
| 8.  | «Boys Keep Swinging»   |                                       | 3:17         |
| 9.  | «Repetition»           | Дэвид Боуи                            | 2:59         |
| 10. | «Red Money»            | Дэвид Боуи, Карлос Аломар             | 4:17         |

Примечания: В оригинальной версии полноформатной пластинки первая сторона содержит треки 1-5; вторая сторона — 6-10.

## Издание на компакт-диске
Альбом издавался на компакт-диске несколько раз. RCA Records издал альбом на компакт-диске в 1980-х году, который существовал в двух различных выпусках: Японское-сжатое издание и немецкое-сжатое издание (по крайней мере некоторые из ранних японских дисков с дефектом, слышны прерывания звука на протяжении всего альбома). Rykodisc (в США) и EMI (в других странах) выпустила версию альбома, с 2 бонус-треками, в 1991 году. Последний раз альбом издавался на CD в 1999 году, лейблом EMI (все композиции прошли 24-битный цифровой ремастеринг звука, но без бонус-треков); последующие издания просто копировали последнее издание EMI.
В 2017 году Тони Висконти провёл полноценный ремикс альбома.

### Бонус-треки (Rykodisc 1991)
| №   | Название                                                      | Длительность |
| --- | ------------------------------------------------------------- | ------------ |
| 11. | «I Pray, Olé» (ранее не издавался, был а записан в 1979 году) | 3:59         |
| 12. | «Look Back in Anger» (новая версия, записанная в 1988 году)   | 6:59         |

## Участники записи

### Музыканты
- Дэвид Боуи — вокал, фортепиано, гитара, синтезатор, бэк-вокал, чемберлин
- Карлос Аломар — ритм-гитара, ударные
- Деннис Дэвис — перкуссия, бас
- Джордж Мюррей — бас
- Шон Майс[англ.] — фортепиано
- Саймон Хаус — скрипка, мандолина
- Эдриан Белью — соло-гитара, мандолина
- Тони Висконти — бэк-вокал, гитара, мандолина, бас
- Брайан Ино — синтезаторы, труба, валторна, фортепиано, ambient drone, подготовленное фортепиано, cricket menace, гитарные обработки
- Роджер Пауэлл[англ.] — синтезатор
- Стэн Харрисон[англ.] — саксофон

### Продюсеры
- Дэвид Боуи — продюсер
- Дэвид Ричардс — аудиоинженер
- Тони Висконти — продюсер, аудиоинженер, микширование
- Род O’Брайан — микширование

## Хит-парады

### Альбом
| Год  | Хит-парад              | Высшая позиция |
| ---- | ---------------------- | -------------- |
| 1979 | UK Albums Chart        | 4              |
| 1979 | Billboard Pop Albums   | 20             |
| 1979 | Norwegian Albums Chart | 11             |

### Сингл
| Год  | Сингл                | Хит-парад        | Высшая позиция |
| ---- | -------------------- | ---------------- | -------------- |
| 1979 | «Boys Keep Swinging» | UK Singles Chart | 7              |
| 1979 | «DJ»                 | UK Singles Chart | 29             |

## Сертификация
| Организация | Статус  | Дата        |
| ----------- | ------- | ----------- |
| BPI — UK    | Золотой | 8 июня 1979 |